# 鈴木将久
鈴木 将久（すずき まさひさ、|1967年- ）は、日本の中国文学者、東京大学大学院人文社会系研究科教授。

## 経歴
出生から修学期
1967年生まれ。東京大学文学部中国語中国文学専攻で学び、1991年に卒業。同大学大学院人文科学研究科に進み、1993年に同科中国語中国文学専攻修士課程を修了し、同科博士課程に進学、同年9月より高級進修生として北京大学中文系に留学（1994年7月まで）、1997年1月に同科アジア文化研究専攻博士課程を修了し、文学博士の学位を取得 。学位論文は『1930年代上海におけるメディアと文学』であった。
中国文学研究者として
1997年、明治大学政治経済学部専任講師に就いた。2002年に同助教授、2007年に同准教授、2010年に教授に昇格。2013年、一橋大学大学院言語社会研究科教授に転じた。2018年、東京大学人文社会系研究科教授に就任。

## 研究内容・業績
専門は同時代としての中国現代文学。とくに20世紀初頭から中頃にかけて、中国が西洋と接触し、近代に向き合わざるを得なくなった中で、伝統文化をどのように変容させながら新しい文化を生み出したかを、西洋発の思想と中国の現実の相互関係として動態的に読み解くことに関心を持っている。

## 言論

### 劉暁波への批判とそれに関する騒動
岩波書店が2011年2月に刊行した『最後の審判を生き延びて――劉暁波文集』に訳者である鈴木将久および丸川哲史による劉暁波と彼へのノーベル平和賞授賞を批判する鈴木将久・丸川哲史「訳者解説」が付されているが、この鈴木将久・丸川哲史「訳者解説」および岩波書店について子安宣邦が「岩波書店によるこの書の刊行は、岩波書店の歴史だけではない、日本の出版史上に汚点を残す大きな不正である。それは道徳的にも、思想的にも許されるものではない」と厳しい批判を加えている。子安宣邦によれば、岩波書店および雑誌『世界』は、劉暁波が「08憲章」を2008年12月に公表してから、中国民主化運動に関心を示すどころか、劉暁波のノーベル平和賞受賞について雑誌において全く言及しないほど一貫して無視してきたにもかかわらず、劉暁波のノーベル平和賞受賞後、一転して劉暁波文集について独占的出版権を得た。これに対して子安宣邦は「『良識』を看板にしてきた岩波書店の商業主義的な退廃はここまできたか」と驚いた。
さらにこの文集の鈴木将久・丸川哲史「訳者解説」はノーベル平和賞受賞について「問いを立てておく必要」があるとして疑問点を述べているが、これについて子安宣邦は、「問いを立てる」とは劉暁波投獄の原因となった「『08憲章』における中国の民主的改革構想に、そしてその中心的起草者である劉暁波に対するノーベル賞の授賞に疑問がある」ということであり、さらに鈴木将久と丸川哲史による、
「人権や表現の自由という理念それ自体に関しては、実のところ誰も反対していないのであれば、劉氏への授賞の理由『長年にわたり、非暴力の手法を使い、中国において人権問題で闘い続けてきた』こととは別のところで、授賞は劉氏と『〇八憲章』の思想にある国家形態の転換に深く関連してしまう、ということである。平和賞授賞は、中国政府からすれば、やはり中国の国家形態の転換を支持する『内政干渉』と解釈されることとなりそうだ。その意味からも、ノーベル平和賞が持っている機能に対する問いを立てざるを得なくなる。」
という文章について、子安宣邦は
「これは実に曖昧で、不正確で、不誠実な文章である。劉暁波問題という現実とあまりに不釣り合いな、いい加減な文章である。これを読んで、何かが分かるか。分かるのはこの『解説』の筆者が中国政府の立場を代弁していることだけであろう。劉暁波は中国の国家体制の転覆を煽動する犯罪者であり、その国内犯罪者に授賞することは内政干渉であるとは、中国政府が主張するところである。丸川・鈴木はこの中国政府の主張と同じことを、自分の曖昧な言葉でのべているだけである。この曖昧さとは、これが代弁でしかないことを隠蔽する言語がもつ確信の無さである。私はこれほど醜悪で、汚い文章を読んだことはない。」
「劉暁波のノーベル賞受賞に因んで出版された書に、その授賞そのものを疑う 『解説』が付されていることをどう考えたらよいのか。これは常識的には考えられない出版行為である。これは普通ではない。特別な意図をもってした出版としてしか考えようがない。」
と強く批判し、岩波書店に謝罪と訂正改版の処置を公開で要求した。なお、鈴木将久、丸川哲史、岩波書店ともに子安宣邦の批判に反応していない。
高井潔司は、子安宣邦の鈴木将久・丸川哲史「訳者解説」批判には事実誤認があるとしつつも、それでも「劉暁波氏の受賞を歓迎しない岩波解説」は、「曖昧さを残している」として、鈴木将久・丸川哲史「訳者解説」は「『08憲章』に対して署名しなかった人が存在する」として秦暉を挙げ、「（秦氏は）『08憲章』がかつてヴァーツラフ・ハヴェル氏などが中心になって署名運動を展開したチェコスロバキアの『77憲章』を多く模倣しているとして、しかし社会状態の違う中国においてそのような手法は有効だろうか、と問いを立てる」「なぜなら、1977年のチェコスロバキアにおいては恐怖の圧政が第1番の課題であったが、現在の中国において喫緊の課題はむしろ経済問題だ。…そのような歴史的前提のない中国においては、それよりも、福祉や公共サービスをどうするかという『生存権』の議論の方が重要であるが、『08憲章』にはそれがない」と秦暉を利用しながら鈴木将久・丸川哲史の見解を述べる。しかし劉暁波は、「改革開放が国家の発展と社会の変化をもたらした」「仇敵意識の弱まりは、政権に対してしだいに人権の普遍性を受け入れるようになり、1998年には中国政府は国連の二つの重要な国際人権規約への署名を世界に約束したが、これは中国が普遍的な人権について国際的な基準の承認を行ったことを示すものであった。2004年に全国人民代表大会が憲法を改正し、『国家は人権を尊重し保障する』という文言をはじめて憲法を書き入れ、これは人権がすでに中国の法治の根本的な原則の一つになったことを示している」と述べており、評価が違うだけであり、劉暁波が生存権や経済を考慮していないという批判は全く当たらないとして、「秦氏こそ、いまや日本を追い越し世界第2のGDP大国となりながら、『生存権の方が大事』と主張し、政治改革や人権改善を先送りしようとする中国当局の代弁者になり下がっている」と批判する。鈴木将久・丸川哲史「訳者解説」は、ノーベル平和賞受賞決定後の10月11日に中国共産党内の自由派党員たちが「公民の言論出版の自由を実現しよう」とする公開書簡運動を取り上げ、「この公開書簡では、中国共産党総書記胡錦濤や国務院総理温家宝が言論の自由の重要性を述べた発言が強調された。日本ではあまり注目されていないが、温家宝は、2010年8月の深圳の講話から始まり、国内外で数回にわたり政治体制改革を進める決意を語った」「この公開書簡の求めた道は、中国共産党内の改革派の力を強めることであり、胡錦濤や温家宝の発言を実現することであった。劉曉波氏のノーベル平和賞受賞を境に、温家宝総理の政治体制改革への意欲は聞かれなくなった。長期的に見たとき、こうしたことが中国の民主化にどのような影響を与えるかは未知数である」という鈴木将久・丸川哲史「訳者解説」は、あたかも劉暁波のノーベル平和賞受賞が共産党内の改革派の足を引っ張ったかのように記述していると批判する。なお、2011年4月に花伝社から『劉曉波と中国民主化の行方』を出版した矢吹晋は、まえがきで「本書は劉暁波のノーベル平和賞受賞を契機として出版されるが、ノーベル賞に便乗しようというさもしい本ではない」と記述しているが、高井潔司は、これは鈴木将久・丸川哲史「訳者解説」の岩波本のことを皮肉っていることは明々白々と指摘する。

## 家族・親族
- 夫人：河村昌子も中国文学研究者。明海大学外国語学部教授。

## 著書
単著
- 『上海モダニズム』東方書店(中国文庫) 2012

共編著
- 『竹内好セレクション：「戦後思想」を読み直す』(全2巻) 丸川哲史共編、日本経済評論社 2006
- 『新聞でみる戦時上海の文化総覧：「大陸新報」文芸文化記事細目』大橋毅彦・竹松良明・趙夢雲・山﨑眞紀子・木田隆文・関根真保・松本陽子共著、ゆまに書房　2012
- 『現代中国入門』光田剛・佐藤賢・池上善彦・坂元ひろ子・中島隆博・毛利亜樹・杉浦康之・井上正也・丸川哲史・仲里効共著、ちくま新書　2017

訳書
- 『中国が世界に深く入りはじめたとき：思想からみた現代中国』賀照田著、青土社 2014
- 『最後の審判を生き延びて：劉暁波文集』劉霞ほか編、丸川哲史・及川淳子共訳、岩波書店 2011
- 『中国はここにある』梁鴻著、河村昌子・杉村安幾子共訳、みすず書房 2018